# Gianel·laïta
La gianel·laïta és un mineral de la classe dels halurs. Rep el seu nom de Vincent Paul Gianella (1886-1983), professor emèrit de l'escola de mines Mackay de la Universitat de Nevada.

## Característiques
La gianel·laïta és un halur de fórmula química (Hg₂N)₂SO₄. Encara que és químicament similar a la kleinita i a la mosesita, la gianel·laïta té una combinació única d'elements dominants. Cristal·litza en el sistema isomètric. La seva duresa a l'escala de Mohs és 3.
Segons la classificació de Nickel-Strunz, la gianel·laïta pertany a «03.DD: Oxihalurs, hidroxihalurs i halurs amb doble enllaç, amb Hg» juntament amb els següents minerals: eglestonita, poiarkovita, kadyrelita, vasilyevita, hanawaltita, terlinguaïta, pinchita, mosesita, kleinita, tedhadleyita, terlinguacreekita, kelyanita, aurivilliusita i comancheïta.

## Formació i jaciments
Va ser descoberta l'any 1972 a la mina Mariposa, que es troba al districte de Terlingua, al comtat de Brewster (Texas, Estats Units), on sol trobar-se associada a altres minerals com la terlinguaïta, els calomelans, la montroydita, el mercuri i el cinabri. També ha estat descrita a Pikacho, al comtat de San Benito, a Califòrnia.